# Kolavalli, Hosanagara
Kolavalli là một làng thuộc tehsil Hosanagara, huyện Shimoga, bang Karnataka, Ấn Độ.